# Maroth
Maroth (mundartlich: Moed) ist eine Ortsgemeinde im Westerwaldkreis in Rheinland-Pfalz. Sie gehört der Verbandsgemeinde Selters (Westerwald) an.

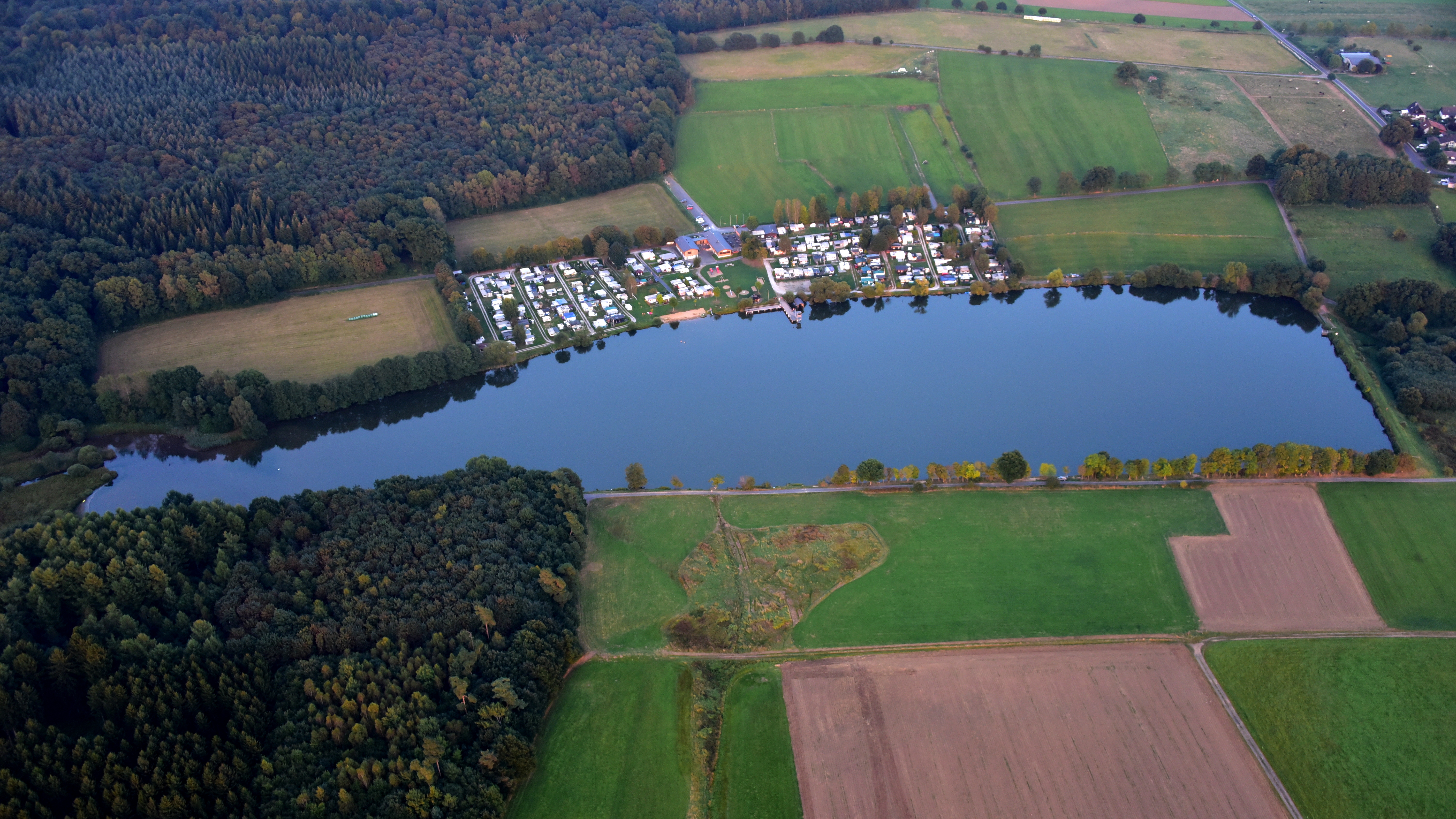
Maroth, Waldsee, Luftaufnahme (2016)

## Geographische Lage
Maroth liegt sechs Kilometer von Herschbach und sieben Kilometer von Selters (Westerwald) am Grenzbach entfernt unterhalb des Waldsees.

## Geschichte
1344 wurde Maroth erstmals urkundlich erwähnt. Maroth war zweigeteilt. Zeugen der Zweiteilung Maroth früher als Malre, Maillrode, Mairot sowie Moort, und Hausen früher als Huissen, Isenburgshausen und Trierischhausen sind die noch heute bestehenden beiden Ortsberinge. Ebenso besteht die 350 Hektar große Gemarkung aus drei Teilen. Gebiete der Gemeinden Marienhausen bzw. Dierdorf trennen zwei Exklaven von der Hauptgemarkung Maroth ab.

## Politik

### Gemeinderat
Der Gemeinderat in Maroth besteht aus sechs Ratsmitgliedern, die bei der Kommunalwahl am 9. Juni 2024 in einer Mehrheitswahl gewählt wurden, und dem ehrenamtlichen Ortsbürgermeister als Vorsitzendem. Auch 2019 fand bereits Mehrheitswahl statt.

### Bürgermeister
Gerhard Willms wurde 2014 Ortsbürgermeister von Maroth. Bei den Kommunalwahlen 2019 wurde er mit 56,83 Prozent der abgegebenen Stimmen für weitere fünf Jahre im Amt bestätigt. Auch bei der Direktwahl am 9. Juni 2024 wurde er mit 65,9 % der Stimmen wiedergewählt.

### Wappen
| Wappen von Maroth | Blasonierung: „Geviert von Blau und Silber; Feld 1: zwei gekreuzte goldene Rodehacken, Feld 2: ein rotes Kreuz, Feld 3: zwei rote Balken, Feld 4: ein goldener Wellenbalken.“ |
| Wappen von Maroth | |

## Verkehr
- Südwestlich der Gemeinde verläuft die B 413 die von Bendorf nach Hachenburg führt.
- Die nächste Autobahnanschlussstelle ist Dierdorf an der A 3.
- Der nächstgelegene ICE-Halt ist der Bahnhof Montabaur an der Schnellfahrstrecke Köln–Rhein/Main.

## In Maroth geboren
- Andreas Werz (* 1960), Konzertpianist und Musikprofessor